# Vavřinec Šlik
Vavřinec hrabě Šlik z Pasounu a Holíče (německy Lorenz nebo Laurenz Schlik Graf zu Passaun und Weißkirchen, * kolem roku 1495, Ostrov - červenec 1583, Děpoltovice) byl český šlechtic, hrabě z Pasounu a Holíče, pán na Žluticích, Rabštejně, Nejdku a Děpoltovicích. Sloužil jako královský rada a hejtman Starého Města pražského.

## Život

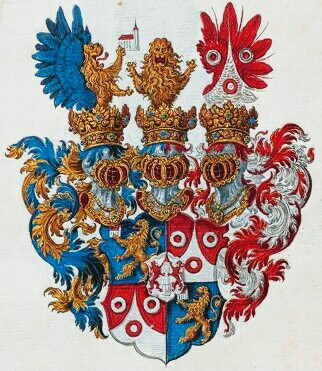
hraběcí podoba rodového erbu Šliků

Pocházel z vlivného českého šlechtického rodu Šliků. Jeho rodiči byli Kašpar II. Šlik hrabě z Pasounu a Holíče, pán v Ostrově a na Hroznětíně a jeho manželka Alžběta, rozená z Gutštejna, z jejichž manželství se narodilo deset synů a tři dcery.
V roce 1515 správu rodového majetku po otci převzal jeho starší bratr Štěpán I. Šlik.
Vavřinec Šlik působil od roku 1520 jako rektor spolu se svým synem Kryštofem na univerzitě ve Wittenbergu jako „rektor magnificus“ , v téže době, kdy byl exkomunikován Martin Luther.
Po smrti bratra Štěpána, jenž padl v bitvě u Moháče roku 1526, byla práva na Jáchymov rozdělena mezi bratry Jeronýma a Vavřince.  Ti coby stoupenci reformace dosazovali do místních církevních úřadů výhradně luteránské duchovní. V dopise z roku 1532 varoval Luther hraběte Šlika před sakramentáři a anabaptisty a jejich učením. 
Na oslavu svého prvního manželství s Kateřinou z Vartenberku nechal před rokem 1528 vyrazit medaili zobrazující na zadní straně portrét jeho bratra Jindřicha, který toho roku zemřel.
Další medaile byla vydána u příležitosti návštěvy jeho přítele a mecenáše kurfiřta Jana Bedřicha I. Saského a jeho manželky Sibyly Julišsko-Klevské v Jáchymově v roce 1534. 
V roce 1542, ve čtvrtek po svátku Nanebevstoupení Páně, udělil míšeňský purkrabí a nejvyšší český kancléř Jindřich IV. z Plavna, Vavřinci Šlikovi panství Žlutice na pět let v léno. Přivezl s sebou z Wittenbergu učence Johanna Crigingera jako dvorního kazatele v Žluticích a do Jáchymova byl povolán kazatel Jan Mathesius. V roce 1542 koupil jablonské panství od Jindřicha Jablonského.
V roce 1543 se Vavřinec Šlik zúčastnil uherského válečného tažení proti Turkům se svým synovcem Jáchymem. Během půstu v roce 1544 pobýval v Jáchymově a v roce 1545 se svým bratrem Jeronýmem Šlikem daroval jáchymovskému kostelu oltářní mensu.
Ve šmalkaldské válce v letech 1546-1547 stáli Šlikové na straně protestantů proti habsburským panovníkům. Ti, aby omezili moc a vliv Šliků, byl Jáchymov a jeho doly podřízeny nucené královské správě. Vavřincův bratranec Albín Šlik, který byl jako člen Šmalkaldského spolku nucen opustit zemi, převedl v roce 1547 své zkonfiskované panství Nejdek na Vavřince, který od té doby často pobýval na nejdeckém zámku.

## Závěr života
V roce 1575 Vavřinec Šlik předal správu svému synovi Kryštofu Šlikovi, který však zemřel v roce 1578. Kvůli vysokému věku odešel do Děpoltovic.
V roce 1576 mu byl udělen titul královského radního a hejtmana pražského Starého Města. 
Vavřinec Šlik přežil všechny své bratry i syny. Zemřel v červenci 1583 v Děpoltovicích a 11. července (21. července dle gregoriánského kalendáře) byl pochován v nejdeckém farním kostele sv. Martina po boku svého syna. Na jeho památku zvonily také zvony v sousedním Jáchymově.  Jeho vnukem byl Fridrich Kašpar Colonna z Felsu, který v roce 1602 získal nejdecké panství od svého bratrance hraběte Štěpána Šlika, také vnuka Vavřince Šlika. Jeho epitaf byl nalezen na počátku 18. století ukradený kostelníkem Maxmiliánem Danhammerem, jenž za to byl odsouzen k trestu smrti.

## Rodina
Hrabě Vavřinec Šlik se oženil s Kateřinou z Kolovrat a po její smrti se oženil podruhé, s Alžbětou Berkovou z Dubé. Jeho děti byly:
- Jan Burian († kolem roku 1534) od císaře Karla V. získal čestný úřad královského nejvyššího číšníka
- Kryštof (III.) († 1578), pán na Nejdku, ⚭ Barbora z Mašťova
- Štěpán (II.) († při tažení do Uher) [7]
- Anna Karolína, ⚭ Kašpar Colonna z Felsu

## Vývod z předků
|  |                                    |  |  |  |  |  |  |  |  |  |  |  |  |
|  | Jindřich Šlik                      |  |  |  |  |  |  |  |  |  |  |  |  |
|  |                                    |  |  |  |  |  |  |  |  |  |  |  |  |
|  |                                    |  |  |  |  |  |  |  |  |  |  |  |  |
|  | Matyáš Šlik z Pasounu a Holíče     |  |  |  |  |  |  |  |  |  |  |  |  |
|  |                                    |  |  |  |  |  |  |  |  |  |  |  |  |
|  |                                    |  |  |  |  |  |  |  |  |  |  |  |  |
|  | Konstancie z Collalta              |  |  |  |  |  |  |  |  |  |  |  |  |
|  |                                    |  |  |  |  |  |  |  |  |  |  |  |  |
|  |                                    |  |  |  |  |  |  |  |  |  |  |  |  |
|  | Kašpar II. Šlik z Pasounu a Holíče |  |  |  |  |  |  |  |  |  |  |  |  |
|  |                                    |  |  |  |  |  |  |  |  |  |  |  |  |
|  |                                    |  |  |  |  |  |  |  |  |  |  |  |  |
|  | Erkinger I. ze Seinsheimu          |  |  |  |  |  |  |  |  |  |  |  |  |
|  |                                    |  |  |  |  |  |  |  |  |  |  |  |  |
|  |                                    |  |  |  |  |  |  |  |  |  |  |  |  |
|  | Kunhuta ze Schwarzenbergu          |  |  |  |  |  |  |  |  |  |  |  |  |
|  |                                    |  |  |  |  |  |  |  |  |  |  |  |  |
|  |                                    |  |  |  |  |  |  |  |  |  |  |  |  |
|  | Barbora z Abensbergu               |  |  |  |  |  |  |  |  |  |  |  |  |
|  |                                    |  |  |  |  |  |  |  |  |  |  |  |  |
|  |                                    |  |  |  |  |  |  |  |  |  |  |  |  |
|  | Vavřinec Šlik z Pasounu a Holíče   |  |  |  |  |  |  |  |  |  |  |  |  |
|  |                                    |  |  |  |  |  |  |  |  |  |  |  |  |
|  |                                    |  |  |  |  |  |  |  |  |  |  |  |  |
|  |                                    |  |  |  |  |  |  |  |  |  |  |  |  |
|  |                                    |  |  |  |  |  |  |  |  |  |  |  |  |
|  |                                    |  |  |  |  |  |  |  |  |  |  |  |  |
|  | Burian z Gutštejna                 |  |  |  |  |  |  |  |  |  |  |  |  |
|  |                                    |  |  |  |  |  |  |  |  |  |  |  |  |
|  |                                    |  |  |  |  |  |  |  |  |  |  |  |  |
|  |                                    |  |  |  |  |  |  |  |  |  |  |  |  |
|  |                                    |  |  |  |  |  |  |  |  |  |  |  |  |
|  |                                    |  |  |  |  |  |  |  |  |  |  |  |  |
|  | Alžběta z Gutštejna                |  |  |  |  |  |  |  |  |  |  |  |  |
|  |                                    |  |  |  |  |  |  |  |  |  |  |  |  |
|  |                                    |  |  |  |  |  |  |  |  |  |  |  |  |
|  | Jindřich V. Ortenburský            |  |  |  |  |  |  |  |  |  |  |  |  |
|  |                                    |  |  |  |  |  |  |  |  |  |  |  |  |
|  |                                    |  |  |  |  |  |  |  |  |  |  |  |  |
|  | Sigunda z Ortenburgu               |  |  |  |  |  |  |  |  |  |  |  |  |
|  |                                    |  |  |  |  |  |  |  |  |  |  |  |  |
|  |                                    |  |  |  |  |  |  |  |  |  |  |  |  |
|  | Alžběta z Torringu                 |  |  |  |  |  |  |  |  |  |  |  |  |
|  |                                    |  |  |  |  |  |  |  |  |  |  |  |  |
|  |                                    |  |  |  |  |  |  |  |  |  |  |  |  |